# Emboonops
Genre
Emboonops est un genre d'araignées aranéomorphes de la famille des Oonopidae.

## Distribution
Les espèces de ce genre sont endémiques du Mexique.

## Liste des espèces
Selon World Spider Catalog (version 16.0, 25/02/2015) :
- Emboonops arriaga Bolzern, Platnick & Berniker, 2015
- Emboonops bonampak Bolzern, Platnick & Berniker, 2015
- Emboonops calco Bolzern, Platnick & Berniker, 2015
- Emboonops catrin Bolzern, Platnick & Berniker, 2015
- Emboonops hermosa Bolzern, Platnick & Berniker, 2015
- Emboonops mckenziei (Gertsch, 1977)
- Emboonops nejapa Bolzern, Platnick & Berniker, 2015
- Emboonops palenque Bolzern, Platnick & Berniker, 2015
- Emboonops tamaz Bolzern, Platnick & Berniker, 2015
- Emboonops tuxtlas Bolzern, Platnick & Berniker, 2015

## Publication originale
- Bolzern, Platnick & Berniker, 2015 : Three new genera of soft-bodied goblin spiders (Araneae, Oonopidae) from Mexico, Belize, and Guatemala. American Museum Novitates, no 3824, p. 1-59 (texte intégral).